# Rastučnik
Rastučnik je potok, ki nabira svoje vode na severnih pobočjih ljubljanskega hriba Golovec, teče po dolini Konjščica med Dobrujnskim in Zadvorskim hribom in se v vasi Zadvor, južno od Vevč, kot desni pritok izliva v Ljubljanico.